# 2015년 세계 청소년 육상 선수권 대회
2015년 세계 청소년 육상 선수권 대회는 2015년 7월 15일부터 7월 19일까지 콜롬비아의 칼리에서 개최되었다.